# 995

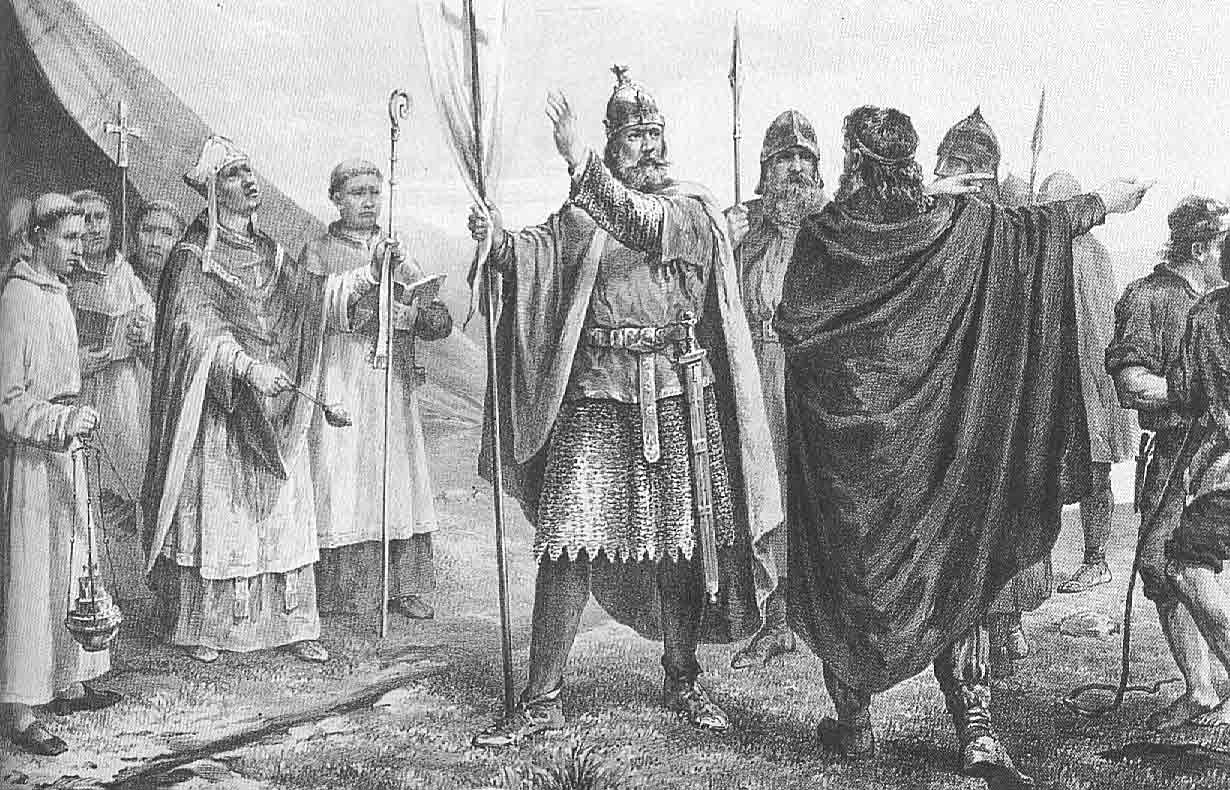
Olaf Tryggvason komt aan in Noorwegen.

Het jaar 995 is het 95e jaar in de 10e eeuw volgens de christelijke jaartelling.

## Gebeurtenissen

### Europa
- Koning Erik VI ("de Overwinnaar") overlijdt in Gamla Uppsala ("Oud-Uppsala") na een regeerperiode van 25 jaar. Hij wordt opgevolgd door zijn enige zoon Olaf II ("de Schatkoning") als heerser van Zweden.[1]
- In Noorwegen breekt een opstand uit tegen koning Håkon Sigurdsson. Håkon wordt vermoord en Olaf Tryggvason wordt oor de adel gekozen als koning. Hij sticht de eerste kerk van het land, in Moster.[2]
- 29 juli - García I Fernandez wordt tijdens het jagen gevangengenomen door de Moren. Hij raakt hierbij gewond en wordt als trofee naar Córdoba afgevoerd. Later overlijdt García aan zijn verwondingen.[3]
- 26 augustus - Hendrik II ("de Twistzieke"), een Duitse edelman van het Huis van de Liudolfingen, overlijdt. Hij wordt opgevolgd door zijn 22-jarige zoon Hendrik IV ("de Heilige") als hertog van Beieren.[4]
- 28 september - Boleslav II ("de Vrome") stuurt een leger naar Libice nad Cidlinou (huidige Tsjechië). Hij laat de burcht verwoesten en de familie van het Huis van Slavník wordt grotendeels afgeslacht.[5]
- Koning Kenneth II wordt tijdens een banket vermoord. Hij wordt opgevolgd door zijn neef Constantijn III (een zoon van wijlen koning Culen) die na de dood van Kenneth de macht grijpt in Schotland.[6]
- Paus Johannes XV is gedwongen Rome te verlaten en roept de hulp in van keizer Otto III.

### Religie
- Koning Otto III laat zijn grootmoeder Adelheid van het hof verwijderen en zij trekt zich terug in haar gestichte klooster van Seltz (gelegen in de Elzas).[7]

## Geboren
- Herman II, Duits edelman en aartsbisschop (overleden 1056)
- Olaf II ("de Dikke"), koning van Noorwegen (overleden 1030)

## Overleden
- 3 februari - Willem IV, hertog van Aquitanië (r. 963 - 995)
- 10 mei - Boudewijn I, bisschop van Utrecht (r. 990 - 995)
- 29 juli - García I Fernandez, graaf van Castilië (r. 970 - 995)
- 26 augustus - Hendrik II, hertog van Beieren (r. 951 - 995)[8]
- Bernard I ("de Louche"), graaf van Armagnac (r. 965 - 995)
- Erik VI ("de Overwinnaar"), koning van Zweden (r. 970 - 995)
- Håkon Sigurdsson, koning van Noorwegen (r. 971 - 995)
- Heribert III, graaf van Meaux en Troyes (r. 966 - 995)
- Kenneth II, koning van Schotland (r. 971 - 995)